# Municipio de Conrad Hil
El municipio de Conrad Hill (en inglés: Conrad Hill Township) es un municipio ubicado en el  condado de Davidson en el estado estadounidense de Carolina del Norte. En el año 2010 tenía una población de 9.401 habitantes.

## Geografía
El municipio de Conrad Hill se encuentra ubicado en las coordenadas 35°48′8.3″N 80°7′9.22″O / 35.802306, -80.1192278.